# Endodesmidium formosum
Endodesmidium formosum är en svampart som beskrevs av Canter 1949. Endodesmidium formosum ingår i släktet Endodesmidium och familjen Synchytriaceae.   Inga underarter finns listade i Catalogue of Life.